# Islamski centar u Rijeci
Islamski centar u Rijeci, džamija i vjersko-kulturna ustanova u Rijeci.

## Povijest
Godine 1959. godine muslimani Rijeke koji su većinom po etničkoj pripadnosti Bošnjaci razgovaraju o potrebi osnivanja zajednice, a istovremeno razgovaraju i o gradnji džamije te uručuju pismo vakufskom povjerenstvu Islamske zajednice u Zagrebu u kojem traže savjete i svaku drugu pomoć u iznalaženju rješenja, kupovine ili gradnje objekta za potrebe riječkih muslimana. Naredne 1960. godine, riječke muslimane posjećuje najviši vrh Islamske zajednice iz Zagreba i Sarajeva. S obzirom na to da je skup održan u gradu Bakru u javnom prostoru, vijest se brzo proširila i na okolna mjesta Primorja gdje žive muslimani. Savjetuju se sa Zagrebom kao središtem Islamske zajednice u Hrvatskoj, te zagrebački Odbor na sjednici u listopadu 1963. godine predlaže inicijatorima u Rijeci da osnuju Islamsku zajednicu. Iste godine, posjećuje ih reis-ul-ulema, a zahvaljujući razumijevanju zagrebačkog Odbora Islamske zajednice i uglednih intelektualaca u tom odboru koji daju potporu riječkim muslimanima 1966. godine u Rijeci se osniva Islamska zajednica za područje Kvarnera i Primorja. Godine 1967. riječki muslimani i službeno od Islamske zajednice u Jugoslaviji traže vjerskog službenika što se odobrava od Starješinstva Starješinstva Islamske zajednice u Jugoslaviji. Godine 1981. pripadnici Islamske zajednice u Rijeci odlučuju kao privremeno rješenje kupiti prostor za vjerske i druge potrebe te uposliti stalnog imama. Tadašnji muslimani zaokupljeni proširenjem vjerskih i drugih aktivnosti, te preuređenjem kupljenih prostorija 1983. godine ponovno se aktualizira pitanje džamije. Iste godine, ugovara se sastanak s tadašnjom Komisijom za vjerska pitanja pri gradskoj upravi i Službi za prostorno uređenje sa zahtjevom utvrđivanja lokacije za izgradnju džamije. Tijekom 1984. godine upućuje se i prvi službeni zahtjev Zavodu za urbanizam i izgradnju grada Rijeke u kojem se traži dodjela lokacije za džamiju jer su potrebe vjernika veće nego što to udovoljavaju postojeći prostori. Prosinca 1986. godine, Komisija za vjerska pitanja obavještava Islamsku zajednicu da bi se trebalo riješiti pitanje lokacije za džamiju. Međutim, tek 1989. godine tadašnje vlasti grada Rijeke Islamskoj zajednici Rijeka nude 12 alternativnih lokacija za gradnju džamije. Iste godine, Odbor islamske zajednice u Rijeci je od ponuđenih 12 lokacija izabrao lokaciju od 4.000 kvadratnih metara na (Podmurvice) Rujevici nakon čega je raspisan i natječaj za izradu arhitektonsko-urbanističkog rješenja za Islamski centar u Rijeci s džamijom. Na natječaju je bilo 14 radova za izradu idejnog rješenja budućeg Islamskog centra. U mjesecu lipnju 1991. godine, devet članova žirija prihvatilo je idejno rješenje ARCH dr. Ahmeda Hadrovića iz Sarajeva. Godine 1991. Skupština općine Rijeka je prihvatila idejno rješenje dr. Hadrovića, te izdala uvjete uređenja prostora za gradnju Islamskog centra. U mjesecu ožujku 1992. godine, pristupilo se i potpisivanju Predugovora o otkupu i pripremi zemljišta za izgradnju Islamskog centra u Rijeci.
Osnivanjem Mešihata islamske zajednice za Hrvatsku i Sloveniju, pripadnici Islamske zajednice u Rijeci 1992. godine potpisuju prvi Predugovor o kupnji zemljišta. U tom periodu, izbija Domovinski rat u Hrvatskoj i Bosni i Hercegovini, pa riječki muslimani prihvataju veliki broj izbjeglica, izbjeglica iz Bosne i Hercegovine. Čelnici Islamske zajednice u Rijeci, analizirajući stanje stvari i svjesni činjenice da ne mogu raditi na više strana a na umu im je lokacijska dozvola za džamiju koja ima svoj rok valjanosti, odlučuju se da je važnija pomoć u zbrinjavanju prognanih i izbjeglih, te obrana Hrvatske i Bosne i Hercegovine, a pripreme oko izgradnje džamije stavljaju privremeno u stanje mirovanja.  Iako pritisnuti mnogim nevoljama, aktivisti Islamske zajednice ne posustaju u svome radu iako lokacijska dozvola za gradnju džamije isteče 1994. godine, gdje Islamska zajednica krajem iste godine od grada Rijeke traži produženje roka Lokacijske dozvole i početka gradnje budućeg Islamskog centra u Rijeci, a koji zbog ratnih okolnosti nije bilo moguće realizirati. Nažalost odgovor od Gradski vlasti je bio negativan. Naredne 1995. godine, riječki muslimani uvidjevši problem oko skučenog prostora kupuju još dva stana za potrebe Islamske zajednice, jedan u Rijeci a jedan u Crikvenici.
Tijekom 1997. godine pojavljuje se problem gdje sada Izvršni odbor Medžlisa islamske zajednice u Rijeci saznaje da je grad izvršio prenamjenu postojećeg zemljišta, te sada nudi dvije nove alternativne lokacije na Pehlinu i Grbcima. Ubrzo nakon toga 1998. godine od grada Rijeke pristiže dopis u kojem sada precizira mjesto i konture parcele Islamskog centra u Rijeci na lokaciji Hostov breg. Godine 2000. Islamska zajednica pregovara s gradom Rijekom te potpisuje Predugovor o kupovini zemljišta kojeg isplaćuje više od 80%. Raspisuje se Natječaj za novo idejno rješenje Islamskog centra u Rijeci. Po odabiru prvonagrađenog rješenja autora, Mešihat Islamske zajednice u Hrvatskoj zapaža mnoge nepravilnosti. U međuvremenu, organizira se okrugli stol po tom pitanju u kome se konstatira da su riječki muslimani, što u svom zanosu, neiskustvu i iskrenosti prema struci, prevareni, jer se radilo o plagijatu robne kuće u Amsterdamu koji je uz samo male preinake predstavljen kao idejno rješenje Islamskog centra u Rijeci.
Travnja 2001. godine Islamska zajednica u Rijeci raspisuje novi konkurs za novo idejno rješenje Islamskog centra u Rijeci. Tijekom 2002. godine vršena je procedura oko izmjena i dopuna Generalnog urbanističkog plana a konačni prijedlog GUP-a dat je na javnu raspravu gdje je za Islamsku zajednicu otvoren problem, jer je tijekom javne rasprave grad Rijeka zaprimio mnogobrojne primjedbe građana (peticija protiv lokacije gradnje Islamskog centra na pomenutoj lokaciji) na predloženu lokaciju za izgradnju Islamskog centra. Na temelju rezultata i dodatnog javnog uvida u prijedlog GUP-a a uvažavajući mnogobrojne primjedbe građana, u svibnju 2006. godine grad Rijeka nudi ponovo novu lokaciju za Islamski centar. U međuvremenu 2003. godine Islamska zajednica u Rijeci prihvata novo idejno rješenje Islamskog centra poznatog akademskog kipara, akademika Dušana Džamonje. Krajem 2006. godine, Islamska zajednica u Rijeci od grada Rijeke dobiva Pismo namjere iz kojega je vidljivo da je: izvršena analiza alternativne lokacije na temelju elaborata, "analiza prostornih parametara", pozicija nove lokacije sada je nešto južnije od prethodne koja je uvedena u GUP pod brojem D9-32, područje Rujevica, poznatije kao Mario Gennari. U međuvremenu grad je prihvatio zamjenu zemljišta postojeće lokacije za prethodnu, iste veličine pod istim uvjetima gdje je Grad Rijeka na temelju priloženih računa Islamske zajednice nastalih na prethodnim ulaganjima na prethodnoj lokaciji Islamskog centra iste u potpunosti i priznaje.
U studenom 2007. godine, županijskom uredu za urbanizam dostavljena je kompletna dokumentacija za Lokacijsku dozvolu Islamskog centra na Rujevici. Medžlis islamske zajednice Rijeka je u ožujku 2008. godine po prvi put od početka same ideje pristupio je zemljištu lokacije Islamskog centra u Rijeci s ciljem pripremnih radnji za izgradnju Centra. Medžlis islamske zajednice Rijeka 2008. godine je sklopio Ugovor s gradom Rijekom o kupnji preostalog dijela zemljišta, te odmah isplatio 60% od ukupne sume novca za zemljište, te sada u svom vlasništvu za potrebe Islamskog centra posjeduje 10.812 četvornih metara zemljišta.
Dana 03. listopada 2009. godine je položen kamen temeljac za izgradnju Islamskog centra u Rijeci. Na svečanosti polaganja kamena temeljca za Islamski centar u Rijeci je, između ostalog, bio i predsjednik Hrvatske Stjepan Mesić. Izgradnja Centra je najvećim dijelom financirana novcem katarskog emira. Godine 2013. svečano je otvoren Islamski centar u Rijeci.

## Vanjske poveznice
- Arhivirana inačica izvorne stranice od 25. studenoga 2020. (Wayback Machine) Medžlis Islamske zajednice u Rijeci